# Alexei Petrowitsch Maressjew

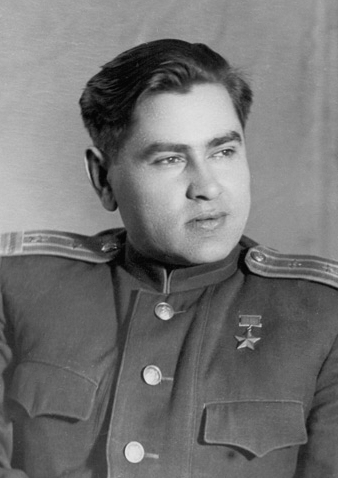
Maressjew, ca. 1943

Alexei Petrowitsch Maressjew (russisch Алексей Петрович Маресьев, wiss. Transliteration Aleksej Petrovič Mares'ev; * 7. Maijul. / 20. Mai 1916greg. in Kamyschin; † 19. Mai 2001 in Moskau) war ein sowjetischer Jagdflieger, der im Deutsch-Sowjetischen Krieg kämpfte.

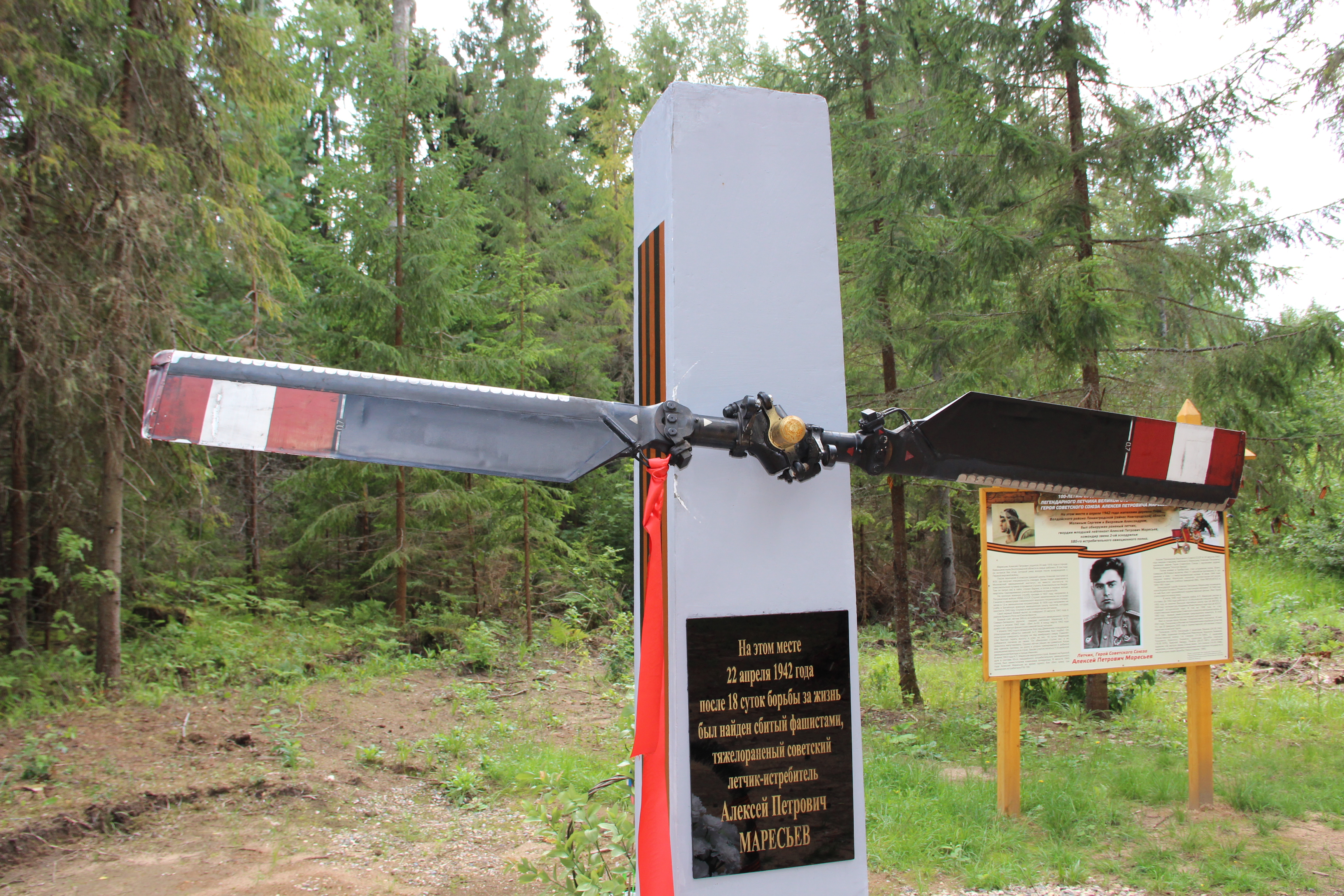
Erinnerungsstele an Maressjew, aufgestellt 2016 an dem Ort, an dem er schwer verwundet gefunden wurde

Maressjew begann seine Flüge als Jagdpilot im August 1941 im Zweiten Weltkrieg. Er schoss vier deutsche Flugzeuge ab, bis im April 1942 sein Jagdflugzeug nahe der damals von den Deutschen besetzten Stadt Staraja Russa abgeschossen wurde. Er schaffte es noch, seine beschädigte Jakowlew Jak-1 bis in das sowjetisch kontrollierte Gebiet zu bringen. Bei einer Bruchlandung stürzte er in einem Waldgebiet aus etwa 30 Meter Höhe ab. Während seines 18-tägigen Marsches durch Wälder und Moorgebiete verschlimmerten sich seine Verletzungen so sehr, dass beide Beine unterhalb des Knies amputiert werden mussten. Er wollte aber unbedingt seine Jagdpilotenkarriere weiterführen; daher übte er fast ein Jahr, um die Kontrolle seiner Prothesen zu meistern, und war letztendlich erfolgreich. So flog er im Juni 1943 wieder und nahm innerhalb des 63. Gardejagdfliegerregiments an der Schlacht bei Kursk teil. Während eines Luftkampfes im August 1943 schoss Alexei Maressjew drei deutsche Fw 190-Flugzeuge ab. Insgesamt war er an 86 Luftkämpfen beteiligt und schoss elf deutsche Flugzeuge ab. Er wurde mit dem Titel Held der Sowjetunion ausgezeichnet.
Im Jahre 1956 erlangte Maressjew den Doktorgrad der Geschichtswissenschaft und begann, im sowjetischen Kriegsveteranen-Komitee zu arbeiten. Schließlich wurde er auch Mitglied des Obersten Sowjets.
Am 19. Mai 2001 starb Alexei Petrowitsch Maressjew an einem Herzinfarkt, nur etwa eine Stunde vor seinem 85. Geburtstag.
Seine Geschichte wurde die Basis für den Roman Der wahre Mensch von Boris Nikolajewitsch Polewoi, eine Oper von Sergei Prokofjew und den sowjetischen Kinofilm Der wahre Mensch (1948) mit Pawel Kadotschnikow in der Hauptrolle. 
Der Asteroid (2173) Maresjev ist nach ihm benannt.